# ТВЭЛ (компания)
Топливная компания «ТВЭЛ» — российская компания, производитель ядерного топлива, производственный холдинг, входящий в состав Топливного дивизиона госкорпорации «Росатом». Включает ряд предприятий по фабрикации ядерного топлива, конверсии и обогащению урана, производству газовых центрифуг, а также научно-исследовательские и конструкторские организации.
Полное наименование управляющей компании — Акционерное общество «ТВЭЛ». Штаб-квартира находится в Москве. Компания работает в 10 регионах России. В частности, в Москве (АО «ТВЭЛ», АО «ВНИИНМ», АО «МЗП», АО «ЦПТИ»), в Московской области (АО «МСЗ»), Санкт-Петербурге (ООО «Центротех-Инжиниринг»), Владимирская область (АО ВПО «Точмаш», ПАО «КМЗ»), Удмуртская Республика (АО «ЧМЗ»), Свердловская область (АО «УЭХК», ООО НПО «Центротех»), Новосибирская область (ПАО «НЗХК»), Томская область (АО «СХК»), Красноярский край (АО «ПО ЭХЗ»), Иркутская область (АО «АЭХК»).

## История
Государственный концерн «ТВЭЛ» был образован на базе Третьего главного технологического управления Министерства атомной энергетики и промышленности СССР ещё в 1991 году, однако в современном виде акционерное общество «ТВЭЛ» создано 12 сентября 1996 года на основании указа президента Российской Федерации от 08 февраля 1996 № 166 «О совершенствовании управления предприятиями ядерно-топливного цикла». В соответствии с этим документом, предприятие образовано путём консолидации в его уставном капитале акций акционерных обществ ядерно-топливного цикла, находящихся в федеральной собственности. Таким образом, «ТВЭЛ» было сформировано как полностью государственное предприятие. Основателем и первым президентом «ТВЭЛ» был Виталий Коновалов.
В качестве целей создания акционерного общества заявлены стремление повысить управляемость предприятий цикла, эффективность и безопасность использования ядерного топлива на электростанциях, а также конкурентоспособность российского ядерного топлива на мировом рынке. Кроме того, в соответствии с этим же документом, акции «ТВЭЛ» были включены в список пакетов акций компаний, производящих продукцию, имеющую стратегическое значение для обеспечения национальной безопасности России.
Таким образом, в рамках «ТВЭЛ» были консолидированы акции следующих предприятий:
- 49 % акций АО «Машиностроительный завод» (город Электросталь, Московская область);
- 38 % акций АО «Новосибирский завод химконцентратов» (город Новосибирск);
- 51 % акций АО «Чепецкий механический завод»(город Глазов, Удмуртская Республика);
- 38 % акций АО «Забайкальский горно-обогатительный комбинат» (посёлок Первомайский, Читинская область);
- 51 % акций АО «Химико-металлургический завод» (город Красноярск);
- 25,5 % акций АО «Волжский машиностроительный завод» (город Рыбинск, Ярославская область);
- 49 % акций АО «Коммерческий центр N 100» (город Москва).

В 2007 году единственным акционером компании стало ОАО «Атомный энергопромышленный комплекс» («Атомэнергопром»). В том же году 100 % акций «Атомэнергопром» были переданы госкорпорации «Росатом».
В 2008 году на предприятии началась масштабная реструктуризация, направленная на увеличение эффективности производства и снижение затрат и являющаяся частью программы «Новый облик предприятия». В
рамках программы создано 12 аутсорсинговых компаний, выполняющих заказы ОАО «АЭХК». Принятые меры привели к снижению себестоимости продукции предприятия, росту производительности труда, заработной платы персонала, отмечается также улучшение организации и условий труда.
В соответствии с решением госкорпорации «Росатом» в течение 2010 года на базе ОАО «ТВЭЛ» была сформирована Топливная компания, в структуру которой помимо активов дивизиона фабрикации ядерного топлива вошли предприятия разделительно-сублиматного комплекса и газово-центрифужные заводы.

## Собственники и руководство
100 % акций АО «ТВЭЛ» принадлежат госкорпорации «Росатом», сама компания входит в состав Топливного дивизиона госкорпорации «Росатом».
Главную роль в стратегическом управлении компанией играет совет директоров АО «ТВЭЛ», в 2012 году избранный в составе шести человек. Члены совета директоров не владеют акциями предприятия и не получают вознаграждения за свою деятельность. На 2012 год в Совет директоров входили Александр Маркович Локшин (председатель совета), Алексей Антонович Григорьев, Владислав Игоревич Корогодин, Юрий Александрович Оленин, Николай Иосифович Соломон и Кирилл Борисович Комаров. Дочерние общества АО «ТВЭЛ» в значительной роли управляются их собственными советами директоров.
Юрий Александрович Оленин одновременно является президентом АО «ТВЭЛ» и в этом качестве исполняет функции единоличного исполнительного органа компании. Контроль за финансово-хозяйственной деятельностью ОАО осуществляет ревизионная комиссия, в состав которой на 2012 год входят Олег Иванович Линяев, Галина Ивановна Боброва (руководитель службы внутреннего контроля и аудита) и Дмитрий Витальевич Хомаза.

## Деятельность

Место ТК «ТВЭЛ» в ядерном энергетическом цикле

Основу деятельности АО «ТВЭЛ» составляет разработка, производство и продажа (в том числе на экспорт) ядерного топлива и сопутствующих ядерной и неядерной продукции. «ТВЭЛ» управляет рядом предприятий ядерно-топливного цикла, добывающих и перерабатывающих уран, а также производящих ядерное топливо и комплектующие для тепловыделяющих сборок.
Предприятия Корпорации «ТВЭЛ» изготавливают ядерное топливо для энергетических водо-водяных реакторов (ВВЭР-1000, ВВЭР-440, PWR, BWR), урано-графитовых реакторов (РБМК-1000, РБМК-1500, ЭГП-6) и реакторов на быстрых нейтронах (БН-600). В декабре 2018 года ТВЭЛ подписал с китайской компанией CNLY контракт по производству и поставке топлива для реактора на быстрых нейтронах CFR-600 (этот энергоблок строится в Китае).
В 2018 году освоено промышленное производство МОКС-топлива (смешанного оксид уран-плутониевое топливо для реакторов на быстрых нейтронах). В 2019 году ТВЭЛ намерен отработать технологию изготовления топливных сборок (ТВС), которые будут на 100 % укомплектованы РЕМИКС-топливом (неразделенная смесь регенерированных урана и плутония, выделяемая при переработке ОЯТ).
На топливе с маркой «ТВЭЛ» работают 76 энергетических (17 % мирового рынка) и около 30 исследовательских реакторов в 15 странах мира. Помимо России компания поставляет топливо на Украину, в Словакию, Чехию, Болгарию, Венгрию, Армению, Литву, Финляндию и Китай. В августе 2019 года ТВЭЛ подписал контракт на поставку топлива на АЭС «Руппур» в Бангладеш на весь срок эксплуатации энергоблоков. В сотрудничестве с компанией Areva NP (Франция — Германия) поставляются изготовленные по западной технологии топливные сборки для энергетических реакторов Германии, Швеции, Швейцарии, Нидерландов и Великобритании. Таким образом, «ТВЭЛ» обеспечивает топливом каждый шестой энергетический реактор в мире.
По оценкам компании, каждый шестой ядерный реактор в мире работает на топливе, произведенным ТВЭЛ. Ежегодно на топливе, произведенном компаниями топливного дивизиона Росатома, вырабатывается более 400 млрд кВт/час.
Помимо ядерного топлива предприятия, входящие в состав АО «ТВЭЛ», производят широкий спектр неядерной продукции: цирконий, литий, кальций, магниты, тонкостенные трубы, полирующие порошки, цеолитные катализаторы, сверхпроводниковые материалы и другую продукцию.
ТВЭЛ является мировым лидером по производству стабильных изотопов (широко используются в медицине, научных исследованиях, электронике, космической отрасли и тп). Они производятся на АО «ЭХЗ». На долю компании приходится 40 % мирового рынка производства стабильных изотопов. На сегодня ТВЭЛ производит 106 стабильных изотопов 20 химических элементов. Среди них: олово, вольфрам, германий, сера, хром, свинец, молибден, ксенон и другие. Экспортируют свободные изотопы в 26 стран.
В августе 2019 года предприятие, входящее в "ТВЭЛ" - ООО "НПО "Центротех" (г. Новоуральск), запустило в опытную эксплуатацию первый в России двухпорошковый двухлазерный 3D-принтер. Двухлазерная система позволяет увеличить производительность принтера на 60%, то есть сократить время печати изделия, а двухпорошковая система позволяет снизить себестоимость изделия.
Системы менеджмента качества основных производственных предприятий и управляющей компании АО «ТВЭЛ» сертифицированы в соответствии с международным стандартом ISO 9001.АО «МСЗ», АО «НЗХК» и АО «ЧМЗ» имеют сертификат соответствия системы экологического менеджмента международному стандарту ISO 14001. АО «НЗХК» получило сертификат соответствия системы охраны труда и здоровья OHSAS 18001.

## Структура

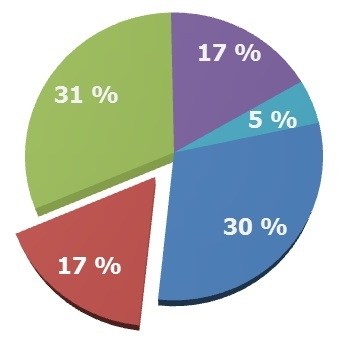
Доли компаний на мировом рынке ядерного топлива:
ТК «ТВЭЛ»;
Areva;
Westinghouse Electric;
GNF;
другие компании.

В состав Топливной компании ТВЭЛ на правах дочерних компаний входит целый ряд предприятий, которые подразделяют на 5 комплексов: разделительно-сублиматный комплекс, комплекс фабрикации ядерного топлива, газоцентрифужный комплекс, а также научно-исследовательский и опытно-конструкторский комплекс (научно-конструкторский блок).
Разделительно-сублиматный комплекс
- АО «Ангарский электролизный химический комбинат» (АО «АЭХК»). Расположен а городе Ангарске Иркутская области. Официальный сайт — www.aecc.ru. Основная деятельность комбината заключается в производстве гексафторида урана обогащённого изотопом U235 до 5 %[20][21].
- АО «Производственное объединение „Электрохимический завод“» (АО «ПО ЭХЗ»). Официальный сайт — www.ecp.ru. Расположен на территории ЗАТО город Зеленогорск Красноярского края. На предприятии производится гексафторид урана, обогащённого изотопом U235 до 5 %, используемый для производства топлива атомных электростанций. Кроме того, завод является одним из мировых лидеров по производству стабильных изотопов различных химических элементов газоцентрифужным способом[20][22].
- АО «Сибирский химический комбинат» (АО «СХК»). Официальный сайт — www.atomsib.ru. Расположен в городе Северск Томской области. Производство сформировано вокруг четырёх заводов: разделения изотопов; сублиматного; радиохимического и химико-металлургического. Основной продукцией является гексафторид урана, обогащённого изотопом U235 до 5 %, гексафторид урана для обогащения и связанные с их производством услуги по обогащению, конверсии и аффинажу урановых материалов[20][23].
- АО «Уральский электрохимический комбинат» (АО «УЭХК»). Официальный сайт — www.ueip.ru. Расположен в городе Новоуральске Свердловской области. Предприятие занимается производством гексафторида урана, обогащённого изотопом U235 до 5 %, для атомных электростанций, выпуском никелевой и изотопной продукции (140 типов стандартных образцов), а также разработкой фильтров и фильтрующих элементов общепромышленного и специального назначения. По данным, опубликованным компанией «ТВЭЛ», является крупнейшим в мире предприятием по обогащению урана[20][24].

Комплекс фабрикации ядерного топлива

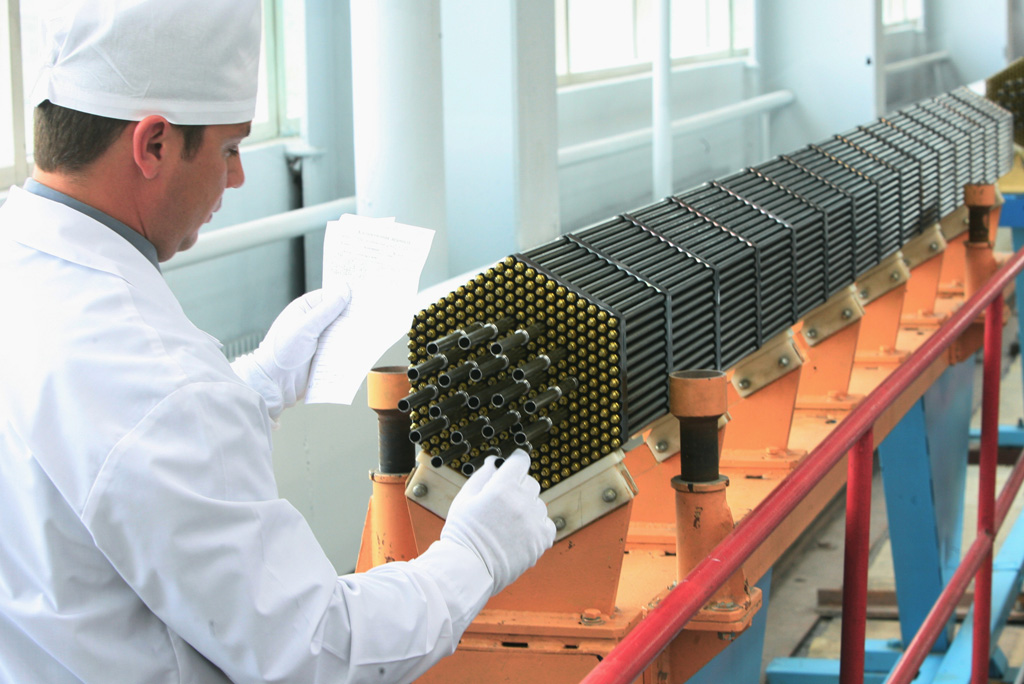
Работа над топливной кассетой энергетического атомного реактора на «Новосибирском заводе химконцентратов», 18 августа 2006

- АО «Машиностроительный завод» (АО «МСЗ», «Элемаш»). Официальный сайт — www.elemash.ru. Расположен в Электростали. В основе предприятия лежит производство ядерного топлива в виде ТВС для различных типов реакторов. Кроме того, функционирует производство анизотропных феррито-стронциевых и неодим-железо-боровых магнитов различных геометрических форм[25][26].
- ПАО «Новосибирский завод химконцентратов» (ПАО «НЗХК»). Официальный сайт — www.nccp.ru. Завод располагается в Новосибирске и представляет собой автоматизированный комплекс производств по изготовлению топлива для АЭС и литиевой продукции[25][27].
- АО «Чепецкий механический завод» (АО «ЧМЗ»). Официальный сайт — http://www.chmz.net. Расположен в городе Глазове Удмуртской республики. Чепецкий механический завод является единственным на территории бывшего Советского Союза и третьим в мире предприятием по производству циркония и сплавов на его основе — конструкционных материалов для тепловыделяющих элементов. Кроме того, обладает оборудованием для выпуска сверхпроводников на основе сплава ниобий-титан и соединения ниобий-олово, которые планируются применять при изготовлении магнитов для ИТЭР[25][28].
- АО «Московский завод полиметаллов» (АО «МЗП»). Официальный сайт — http://www.mzp.ru. Расположен в Москве. Производство сконцентрировано вокруг создания органов регулирования, управления и защиты энергетических ядерных реакторов различного типа. Продукция завода поставляется на 42 энергоблока АЭС[25][29].

Газоцентрифужный комплекс
- ПАО «Ковровский механический завод» (ПАО «КМЗ»). Официальный сайт — www.kvmz.ru. Расположен в городе Коврове Владимирской области. В С 2007 года предприятие является основным центром производства газовых центрифуг, в целях концентрации их выпуска на площадки завода были переведены мощности «ВПО „Точмаш“». Проводится программа по повышению качества производства и одновременному снижению себестоимости газовой центрифуги[30][31].
- АО «Владимирское производственное объединение „Точмаш“» (АО «ВПО „Точмаш“»). Официальный сайт — www.vpotochmash.ru. Расположен в городе Владимире Владимирской области. После реструктуризации Ковровского завода «ВПО „Точмаш“» занимается главным образом производством комплектующих для газовых центрифуг и продукции для хранилищ ОЯТ[30][32].
- ООО «Уральский завод газовых центрифуг» (ООО «УЗГЦ»). Официальный сайт — . Расположен в городе Новоуральске Свердловской области. Предприятие выпускает исключительно газовые центрифуги для предприятий по обогащению урана[30][33].

Научно-исследовательский и опытно-конструкторский комплекс (научно-конструкторский блок)
- АО «Высокотехнологический научно-исследовательский институт неорганических материалов имени академика А. А. Бочвара», (АО «ВНИИНМ им. А. А. Бочвара»). Официальный сайт — www.bochvar.ru. Расположен в Москве. Является ведущим научно-исследовательским институтом по проблемам материаловедения и технологий ядерного топливного цикла[34][35].
- ООО «Новоуральский научно-конструкторский центр». Официальный сайт — www.nrdc.ru/enterprises/industrial/uzgc. Расположен в городе Новоуральске Свердловской области. Центр ведёт разработки в области разработки газовых центрифуг и оборудования для разделения изотопов, получения и применения высокопрочных нитей, компаундов, композитов и другими исследованиями[34][36].
- АО «ОКБ-Нижний Новгород». Официальный сайт — www.ecrgc.ru/enterprises/science/okb. Конструкторское бюро располагается в Нижнем Новгороде и занимается в основном разработкой и производством конкурентоспособных моделей газовых центрифуг[34][37].
- АО «Центротех-СПб». Официальный сайт — centrotech.ru. Располагается в Санкт-Петербурге. Исследования сконцентрированы в области разработки, совершенствования и внедрения промышленных технологий, связанных с обогащением урана газоцентрифужным методом[34][38].
- ООО «Новоуральский приборный завод» (ООО «Уралприбор»). Официальный сайт — www.uralpribor.com. Расположен в городе Новоуральске Свердловской области. Предприятие занимается разработкой и производством приборов технологического контроля, аварийной защиты, технических средств и АСУ, электроснабжения предприятий разделительных производств и АЭС[34][39].

## Показатели деятельности
| Основные показатели деятельности компании в 2005—2014 годах |        |        |        |        |        |         |         |         |         |         |
|                                                             |        |        |        |        |        |         |         |         |         |         |
|                                                             | 2005   | 2006   | 2007   | 2008   | 2009   | 2010    | 2011    | 2012    | 2013    | 2014    |
| Выручка, млн руб.                                           | 30 023 | 28 525 | 37 293 | 51 960 | 58 264 | 121 443 | 126 090 | 121 958 | 131 436 | 137 962 |
| Валовая прибыль, млн руб.                                   | 7 430  | 6 446  | 10 968 | 13 562 | 17 430 | 30 882  | 33 506  | 39 289  | 39 628  | 44 663  |
| Чистая прибыль, млн руб.                                    | 3 090  | 3 161  | 5 826  | 29 926 | 9 023  | 12 425  | 16 944  | 19 642  | 23 866  | 20 870  |
|                                                             |        |        |        |        |        |         |         |         |         |         |
| Таблица составлена по данным годовых отчётов компании       |        |        |        |        |        |         |         |         |         |         |

Согласно опубликованному на сайте компании годовому отчёту за 2012 год, выручка ОАО «ТВЭЛ» от продажи продукции за вычетом НДС, акцизов и аналогичных обязательных платежей составила 121 958 млн рублей, что на 3 процента ниже прошлогоднего результата в 126 090 млн рублей. Согласно отчёту, составленному по Международным стандартам финансовой отчетности (МСФО), выручка «ТВЭЛ» в 2012 году составила 127 303 млн рублей (за 2011 год — 128 037 млн рублей). Чистая прибыль в 2012 году по годовому отчёту составила 19 642 млн рублей, что на 19 процентов выше прошлогоднего показателя (за 2011 год — 16 494 млн). Согласно отчёту, составленному по МСФО, общая совокупная прибыль за этот же период составила 15 млрд рублей (за 2011 год — 18,7 млрд). По данным «Российского атомного сообщества», сокращение произошло в основном за счёт сокращения выручки от реализации услуг по конверсии и обогащению и связано с текущими рыночными тенденциями в отрасли, при этом остальные показатели выручки сравнимы с показателями 2011 года. Предварительные итоги за 2013 год показывают увеличение выручки предприятия на 11,4 % и чистой прибыли на 11,4 %
По прогнозу старшего вице-президента «ТВЭЛ» Василия Константинова, экспортная выручка предприятия, составившая в 2012 году 1,429 млрд долларов, в 2013 году вырастет на 2 процента и составит 1,458 млрд долларов.
| Основные показатели деятельности компании с 2015 года                                                                             |         |         |         |
| |         |         |         |
| | 2015    | 2016    | 2017    |
| Выручка, млн руб. | 189 017 | 180 073 | 180 683 |
| Чистая прибыль, млн руб. | 55 734  | 46 212  | 55 008  |
| |         |         |         |
| Таблица составлена по данным годовых отчётов компании С 2015 года компания не показывает в годовых отчётах объём валовой прибыли. |         |         |         |

По итогам 2012 года средняя заработная плата на предприятиях Топливной компании «ТВЭЛ» (исключая ОАО «ТВЭЛ») составила 49 060 рублей. Средняя заработная плата в научных учреждениях компании составила 66 858 рублей. По сравнению с прошлым годом этот показатель вырос на 15 процентов (19,4 процента для научных учреждений). Число сотрудников за 2012 год сократилось с 36 922 до 30 964 человек, что связано с реализацией программы по увеличению эффективности производства и снижению затрат предприятия. К концу 2013 планируется сократить число сотрудников до 29 200 человек. При этом производительность труда выросла на 21,6 процента (с 2,96 млн рублей на человека в 2011 году до 3,6 млн рублей в 2012).
По итогам 2018 года, выручка от общепромышленной деятельности ТВЭЛ (производство неядерной продукции) составила 13,5 млрд рублей, что на 22,8 % больше, чем в 2017 году. В рамках данной деятельности предприятия ТВЭЛ поставляют на российский и мировой рынок неядерную продукцию: химические технологии (41,3 % выручки от общепромышленной деятельности), металлургия (25,4 %), накопители электроэнергии (13,7 %), машиностроение (4,6 %), прочая продукция, в том числе сверхпроводящие материалы — 14,9 %.
Зарубежная выручка компании составила — 961 млн долларов США. Общая выручка от продажи продукции ТВЭЛ составила 163,17 млрд рублей, EBITDA — 65,259 млрд рублей, чистая прибыль компании за 2018 год — 49,2 млрд рублей. Рентабельность по показателю EBITDA — 39,99 %.
10-летний портфель зарубежных экспортных заказов на продукцию и услуги ТВЭЛ — 13,6 млрд долларов США.
Численность сотрудников на конец года — 21,6 тысяч человек, производительность труда составила — 7,43 млн рублей (то есть выросла более чем в два раза за последние шесть лет).